# Mustin (Ratzeburg)
Mustin é um município da Alemanha, distrito de Lauenburg, estado de Schleswig-Holstein.